# Luminita Zaituc
Luminita Zaituc, född den 9 oktober 1968 i Bukarest som Luminiţa Zaiţuc, är en tysk friidrottare som tävlar i maratonlöpning.
Zaituc började sin karriär som medeldistanslöpare och var i final på 3 000 meter vid VM i Stuttgart 1993 där hon slutade på fjortonde plats. 
Som maratonlöpare blev hon silvermedaljör vid EM 2002 i München på tiden 2.26.58. Hon deltog även vid Olympiska sommarspelen 2004 där hon slutade på fjortonde plats.

## Personliga rekord
- Maraton - 2.26.01